# Attraverso i miei occhi
Attraverso i miei occhi (The Art of Racing in the Rain) è un film del 2019 diretto da Simon Curtis con protagonisti Milo Ventimiglia e Amanda Seyfried.
La pellicola è l'adattamento cinematografico del romanzo del 2008 L'arte di correre sotto la pioggia, scritto da Garth Stein.

## Trama
Seattle. Il golden retriever Enzo, chiamato così in onore di Enzo Ferrari, sta aspettando che Denny Swift, suo padrone e suo migliore amico, torni a casa. Quando Denny finalmente arriva, trova Enzo morente: il cane inizia così a raccontare la storia della sua vita.
La storia di Enzo inizia quando viene adottato, ancora cucciolo, da Denny, un pilota di auto da corsa. Un giorno Denny incontra una ragazza di nome Eve: tra i due è subito amore a prima vista e si sposano dopo un anno. Tuttavia il padre di Eve, Maxwell, non vede di buon occhio la relazione tra i due a causa del lavoro di Denny, che lo costringe a stare spesso lontano da casa: in effetti, quando Eve rimane incinta della loro figlia Zoe, partorisce in casa alla sola presenza di due ostetriche e di Enzo, poiché Denny è impegnato nell’ennesima gara. Per alcuni anni gli Swift formano una famiglia felice, fino al giorno in cui Eve, mentre sta passeggiando con Enzo, viene colta da un malore, in seguito al quale le viene diagnosticato un tumore al cervello che non le lascerà scampo. 
Alla morte della donna, Maxwell e la moglie Trish annunciano a Denny la loro intenzione di chiedere l’affidamento esclusivo di Zoe, giustificando la loro decisione con il fatto che le ripetute assenze di Denny lo renderebbero inadeguato a ricoprire il ruolo di genitore. Al netto rifiuto di quest’ultimo, tra lui e Maxwell nasce una piccola colluttazione, nella quale il suocero cade accidentalmente, rompendosi una costola. Maxwell, facendo passare l’incidente per un’aggressione vera e propria, denuncia Denny, che viene così arrestato e rinviato a giudizio. 
Mentre è in attesa del processo, Denny riceve un’importante offerta di lavoro presso la sede della Ferrari, a Maranello: non potendo lasciare gli Stati Uniti essendo in attesa di giudizio, si vede costretto a rifiutare, ma promette di accettare l’offerta nel caso in cui verrà assolto.
Una sera Denny va a fare jogging e porta con sé Enzo, ma il cane, ormai anziano e incapace di tenere il passo del padrone, viene investito da un’automobile. Enzo si salva, ma nell’urto ha riportato delle gravi lesioni interne, che potrebbero portarlo alla morte nel giro di breve tempo. Denny, al verde e sempre più esasperato dalla situazione, decide di rinunciare alla custodia di Zoe in cambio del diritto di visita regolare alla bambina e della caduta di tutte le accuse a suo carico. Tuttavia, proprio mentre sta per firmare l’accordo, Enzo gli strappa il foglio dalle mani e lo fa a pezzi: da quel momento, Denny capisce di dover continuare a lottare per l’affidamento della figlia.
Il giorno del processo, Trish, divorata dai sensi di colpa, confessa la verità in aula ed il caso viene così archiviato. Denny perdona i suoceri e può finalmente accettare la proposta di lavoro in Italia. Con il passare del tempo, le condizioni di Enzo peggiorano considerevolmente e in lui inizia a farsi strada l’idea di potersi reincarnare in un essere umano dopo la sua morte. Consapevole del fatto che il suo cane stia per lasciarlo per sempre, Denny decide di portarlo a fare un ultimo giro di pista in automobile.
Otto anni dopo, Denny è diventato un pilota della Ferrari e vive in Italia con Zoe, ormai adolescente. Un giorno, durante una sessione di prove all'autodromo internazionale del Mugello, viene fermato da un fan che gli chiede un autografo per il figlio, desideroso di diventare un campione di Formula 1: quando scopre che il bambino si chiama Enzo, Denny dice all’uomo che suo figlio gli ricorda un vecchio amico e gli lascia il suo numero di telefono, con la promessa di "addestrare" il ragazzino quando sarà pronto.

## Produzione

### Sviluppo
La Universal Pictures ha acquistato i diritti cinematografici del romanzo nel luglio 2009. Dopo problemi di produzione e nel trovare un regista, la Walt Disney Studios acquista i diritti dalla Universal nel gennaio 2016, e viene prodotta insieme alla Original Film.
Nel 2017 lo sceneggiatore Mark Bomback annuncia che il progetto è sotto la produzione della 20th Century Fox e che la lavorazione sarebbe partita a breve.

### Riprese
Le riprese del film sono iniziate il 9 maggio 2018 a Vancouver.

## Promozione
Il primo trailer del film viene diffuso il 21 maggio 2019.

## Distribuzione
Il film è stato distribuito nelle sale cinematografiche statunitensi a partire dal 9 agosto 2019 dalla Walt Disney Studios Motion Pictures sotto il banner della 20th Century Fox e nelle sale italiane dal 7 novembre dello stesso anno.

### Divieti
Negli Stati Uniti la visione del film da parte dei bambini è stata consigliata con la presenza di un adulto.